# Alone (horrorfilm uit 2020)
Alone is een Amerikaanse indie horrorfilm uit 2020 onder regie van Johnny Martin, met in de hoofdrollen Tyler Posey, Summer Spiro en Donald Sutherland.

## Verhaal
Wanneer Aiden op een ochtend ontwaakt, merkt hij meteen dat er iets vreemds aan de hand is: een helicopter crasht tegen een gebouw en op straat worden mensen aangevallen. Een nieuwsuitzending op tv leert hem dat er een virusepidemie is uitgebroken die mensen verandert in een soort zombies die het op levende mensen gemunt hebben.
Hij verschanst zich in zijn appartement en probeert de tijd te doden met het maken van een vlog. Maar na enkele dagen slaat de eenzaamheid toe en bovendien raakt hij stilaan door zijn voorraad eten en drinken. Hij probeert vruchteloos zijn ouders te contacteren en ontvangt uiteindelijk een voicemail van zijn moeder waarin hij hoort hoe zijn ouders ten prooi vallen aan de zombies. Wanneer ook nog de watervoorziening en de elektriciteit uitvallen ziet hij het niet meer zitten en wil hij zelfmoord plegen.
Maar dan ziet hij in het appartementsgebouw aan de overkant een vrouw die zich normaal gedraagt en dat geeft hem nieuwe hoop. Hij zoekt contact met haar via tekstboodschappen; ze blijkt Eva te heten en de twee geraken bevriend. Wanneer Aiden in de andere appartementen op zoek gaat naar eten, vindt hij walkietalkies zodat Eva en hij voortaan ook met elkaar kunnen praten.
Tijdens zijn zoektocht naar eten komt Aiden in een van de appartementen de bejaarde Edward tegen, die er ook in geslaagd is om ziektevrij te blijven. Edward slaat Aiden echter bewusteloos om hem te voederen aan zijn besmette vrouw. Aiden slaagt erin om zich te bevrijden en te ontsnappen, waarbij Edward door zijn eigen vrouw aangevallen wordt.
Aiden haast zich naar Eva, wiens appartement ondertussen overrompeld wordt door zombies. Ze slagen erin om het appartement van Aiden te bereiken, waar ze beslissen om samen te proberen overleven.

## Rolverdeling
| Acteur                    | Personage      |
| ------------------------- | -------------- |
| Tyler Posey               | Aidan          |
| Summer Spiro              | Eva            |
| Donald Sutherland         | Edward         |
| Robert Ri'chard           | Brandon        |
| John Posey                | Aidens vader   |
| Eric Etebari              | Jack Brian     |
| Maya Karin                | medisch expert |
| Debbie Martinelli Swallow | Aidens moeder  |

## Release en ontvangst
Alone werd uitgebracht via video-on-demand op 16 oktober 2020 en op dvd en Blu-ray op 20 oktober 2020.
De film behaalde een score van 27% (11 recensies) op Rotten Tomatoes.